# Ditablur
Ditablur (armeniska: Դիտաբլուր) är en kulle i Armenien. Den ligger i provinsen Ararat, i den centrala delen av landet, 15 kilometer sydost om huvudstaden Jerevan. Toppen på Ditablur är 1 258 meter över havet, eller 8 meter över den omgivande terrängen. Bredden vid basen är 0,29 km.
Terrängen runt Ditablur är lite bergig. Runt Ditablur är det ganska tätbefolkat, med 155 invånare per kvadratkilometer.. Närmaste större samhälle är Jerevan, 15,4 kilometer nordväst om Ditablur.
Trakten runt Ditablur består i huvudsak av gräsmarker.